# 一個中國，兩個政治實體
一個中國，兩個政治實體，也表述為一個中國，兩個對等政治實體、分裂的中國，兩個對等政治實體、一個國家內，兩個對等政治實體，简称一国两体，是中華民國李登輝政府對一個中國的表述方案，用以取代先前的三民主義統一中國與三不政策。這個方案源自於1991年《中華民國憲法增修條文》與《國統綱領》，為李登輝總統任期內對兩岸關係的最高指導方針。這個表述方案後來引申出一國兩區、一國兩府、一中兩憲、憲法一中、一中各表、特殊的國與國關係等主張。至陳水扁總統任內，於2006年廢除《國統綱領》後暫停施行，但這個主張仍為中國國民黨所繼承。
這個表述方案認為，自1949年之後，中國進入暫時分裂分治狀況，由中華民國與中華人民共和國這兩個政治實體分別統治海峽兩岸，分別代表中國。中華民國仍然擁有中國主權，但只統治台澎金馬。台灣方面希望北京當局在承認這個分治現實的前提下，以雙方對等方式進行談判，以達到終極統一。
中華人民共和國方面，認定中華民國在1949年已經消滅，中華人民共和國為中國唯一合法代表；緣此認為這個主張屬於兩個中國及一中一台的台獨主張，意圖借由中華民國的名義，進行分離主義，拒絕接受此方案。

## 歷史
在1970年代，美國曾提出雙重代表權等方案，希望中華民國與中華人民共和國能在一個中國的前提下，同時參與國際社會。如美國國務卿威廉·P·罗杰斯（William P. Rogers）於1969年在澳洲坎培拉發表美國希望與中華人民共和國進行外交接觸的正式聲明中，曾經主張中華民國與中華人民共和國的存在皆是既存事實。聲明中說：「我們（美國）承認，在台灣的中華民國與在大陸的中共都是存在的事實。我們也知道中共終必在亞太地區扮演重要的角色。……我們真誠歡迎與中共重新談判。」。在這些方案的背後，同時承認中華民國與中華人民共和國皆是政治實體。但這些方案受到中華民國與中華人民共和國雙方抵制而未成功。
在蔣經國總統任內，曾經提出中國問題，認為中國分裂的原因，在於中華人民共和國建國後，形成以中華文化為基礎的「三民主義中國」與以馬列主義為根源的「共產主義中國」的兩個中國之爭。在這個表述之中，已經隱含中華民國與中華人民共和國是兩個對等政治實體的概念。學者魏鏞於1975年至美國胡佛研究所擔任研究員時，提出多體系國家概念，在同屬一個中國的前提下，可以存在多個不同政治體制的政治實體。這個方案援引兩德模式中的《两德基础条约》，希望中華民國與中華人民共和國先相互承認對方為擁有主權的平等國家，但基於同一民族的情感，由中華民國與中華人民共和國分享中國代表權，先形成兩個中國，再走向中國統一。
1990年二月政爭結束後，經由國是會議，朝野政黨皆同意台灣進行首次總統大選與國會全面改選。同年，李登輝當選中華民國總統，頒布《中華民國憲法增修條文》，並停止動員戡亂。同時間，召開國家統一委員會以制定《國統綱領》，並開始與中華人民共和國進行接觸談判，討論三通，
1991年4月1日，外交部長錢復在立法院答詢時，首次提出「一個中國，兩個政治實體」的說法。1992年，國家統一委員會通過《關於「一個中國」的涵義》決議案，明確界定了「一個中國，兩個政治實體」的內涵。決議稱：
一、海峽兩岸均堅持「一個中國」之原則，但雙方所賦予之涵義有所不同。中共當局認為「一個中國」即為「中華人民共和國」，將來統一以後，臺灣將成為其轄下的一個「特別行政區」。我方則認為「一個中國」應指一九一二年成立迄今之中華民國，其主權及於整個中國，但目前之治權，則僅及於臺澎金馬。臺灣固為中國之一部分，但大陸亦為中國之一部分。
二、民國38年（公元1949年）起，中國處於暫時分裂之狀態，由兩個政治實體，分治海峽兩岸，乃為客觀之事實，任何謀求統一之主張， 不能忽視此一事實之存在。

三、中華民國政府為求民族之發展、國家之富強與人民之福祉，已訂定「國家統一綱領」，積極謀取共識，開展統一步伐；深盼大陸當局，亦能實事求是，以務實的態度捐棄成見，共同合作，為建立自由民主均富的一個中國而貢獻智慧與力量。
1993年，以這個理論為基礎，透過友邦在聯合國中提案，希望以「分裂國家平行代表權」方式，以用「中華民國」或「中華民國在台灣」的名稱參與聯合國。「分裂國家平行代表權」源自兩德模式，這個提案認為中華民國與中華人民共和國皆為從中國分裂出來的兩個國家，可以共享中國代表權。提案最終遭中華人民共和國封殺。

## 中華人民共和國的反应
於1992年8月27日，中國海協會發布聲明，明確反對中華民國《關於「一個中國」的涵義》方案，聲明指出：「我會不同意臺灣有關方面對一個中國涵義的理解。我們主張『和平統一、一國兩制』，反對『兩個中國、一中一臺、兩個對等政治實體』的立場是一貫的。」